# Social Register
Social Register è un film del 1934 diretto da Marshall Neilan che ha come protagonista Colleen Moore. Neilan era stato uno dei registi che avevano contribuito, negli anni venti, a fare della giovane Moore una star di Hollywood; qui, i due si ritrovano di nuovo insieme, dopo una parentesi che aveva visto l'attrice, ritiratasi per qualche anno a vita privata, ritornare sugli schermi.
La sceneggiatura di Clara Beranger si basa sull'omonimo lavoro teatrale di Anita Loos e John Emerson andato in scena a Broadway il 9 novembre 1931.

## Trama
Il noioso party che si svolge nella ricca residenza di Henry Breene viene scombussolato dall'arrivo di Patsy Shaw che, per vincere una caccia al tesoro, ruba una cravatta e, vittoriosa, se ne torna alla sua festa, organizzata nella casa di Robert Benchley dall'altra parte della strada. Il figlio di Breene, Charlie, andato a recuperare la cravatta, si innamora di Patsy. Comincia a frequentare la ragazza alla quale, tre mesi dopo, dà un prezioso braccialetto. Tornata a casa, nel suo modesto appartamento, Patsy ascolta le lamentele di Lester, un sassofonista, che le racconta di essere malato e di avere perso il lavoro. Lei, allora, per aiutarlo, gli affida in prestito il bracciale, nonostante gli avvertimenti dei suoi amici che nutrono più di un dubbio su quel "povero" sassofonista.
Intanto Maggie, la signora Breene, contraria al fatto che il figlio frequenti una ragazza di umili origini come Patsy, cerca di mettere a disagio la ragazza invitandola a un elegante ricevimento a casa sua. Patsy, per reagire al clima soporifero della serata, si reca presto al bar dove, dopo qualche bicchiere, si mette a intrattenere amichevolmente gli altri ospiti che cercano di sfuggire anche loro al tedioso party.
La signora Breene, convinta di tenere Patsy già in pugno, va anche lei al bar, portando con sé Jefferson Breene, il patriarca della famiglia, per averlo come testimone delle sconsideratezze dell'amichetta di suo figlio Charlie. Ma rimane basita quando vede Patsy abbracciare amichevolmente il vecchio che la ragazza conosce come Jonesie, l'amico di una sua coinquilina.
Per mettere definitivamente fine alla storia, Maggie decide di affidarsi ad Albert Wiggins, l'avvocato di famiglia, dandogli carta bianca. Wiggins contatta Lester: il sassofonista, da lui pagato, dovrà chiedere ancora l'aiuto di Patsy. Charlie, informato della faccenda del braccialetto, accusa la ragazza di essergli stata infedele. Lester, intanto, approfittando dei rapporti tesi tra i due, è tanto convincente che riesce a persuadere Patsy a sposarlo. Ma, subito dopo la cerimonia, Patsy trova l'assegno di 5.000 dollari di Wiggins e capisce quello che sta succedendo. Strappa l'assegno proprio mentre arriva Charlie in compagnia dello zio Jefferson, ovvero Jonesie. Quest'ultimo non ci mette molto per riconciliare i due innamorati e, poiché il matrimonio non è durato più di dieci minuti, Wiggins, incaricato da Charlie, non ha problemi per disporne l'annullamento.

## Produzione
Il film, prodotto dalla Columbia Pictures, venne girato negli Eastern Service Studios di Astoria, nel Queens, a New York City. Le riprese durarono dal 24 novembre al 6 dicembre 1933.

## Distribuzione
Il copyright del film, richiesto dalla Associated Film Productions & Columbia Pictures Corp., fu registrato il 24 febbraio 1934 con il numero LP4514.
Distribuito dalla Columbia Pictures, il film uscì nelle sale cinematografiche statunitensi il 10 marzo 1934.